# Chios
Chios (en grec moderne Χίος / Chíos, en grec ancien Χίος / Khíos), ou anciennement Chio (en italien Chio), est une île et municipalité grecque de la mer Égée, proche de la Turquie dont elle est séparée par le détroit de Chios, d'une largeur moyenne de 11 kilomètres.
Avec les îles de Psará et d'Inousses, elle forme le district régional de Chios, dont la capitale, également appelée Chios ou Chora, compte en 2011 52 674 habitants.
Ses principaux revenus proviennent du tourisme, surtout culturel : elle compte de nombreux vestiges antiques comme le temple d'Apollon à Phana, ainsi que des monuments byzantins, comme le monastère de Néa Moni. Le sud produit également du mastic, gomme naturelle tirée de la résine du lentisque, ce qui vaut à Chios son surnom de « l'île du mastic ».
Peuplée par des colons grecs au XIe siècle av. J.-C., elle est le lieu de naissance d'Homère selon certains auteurs.

## Géographie

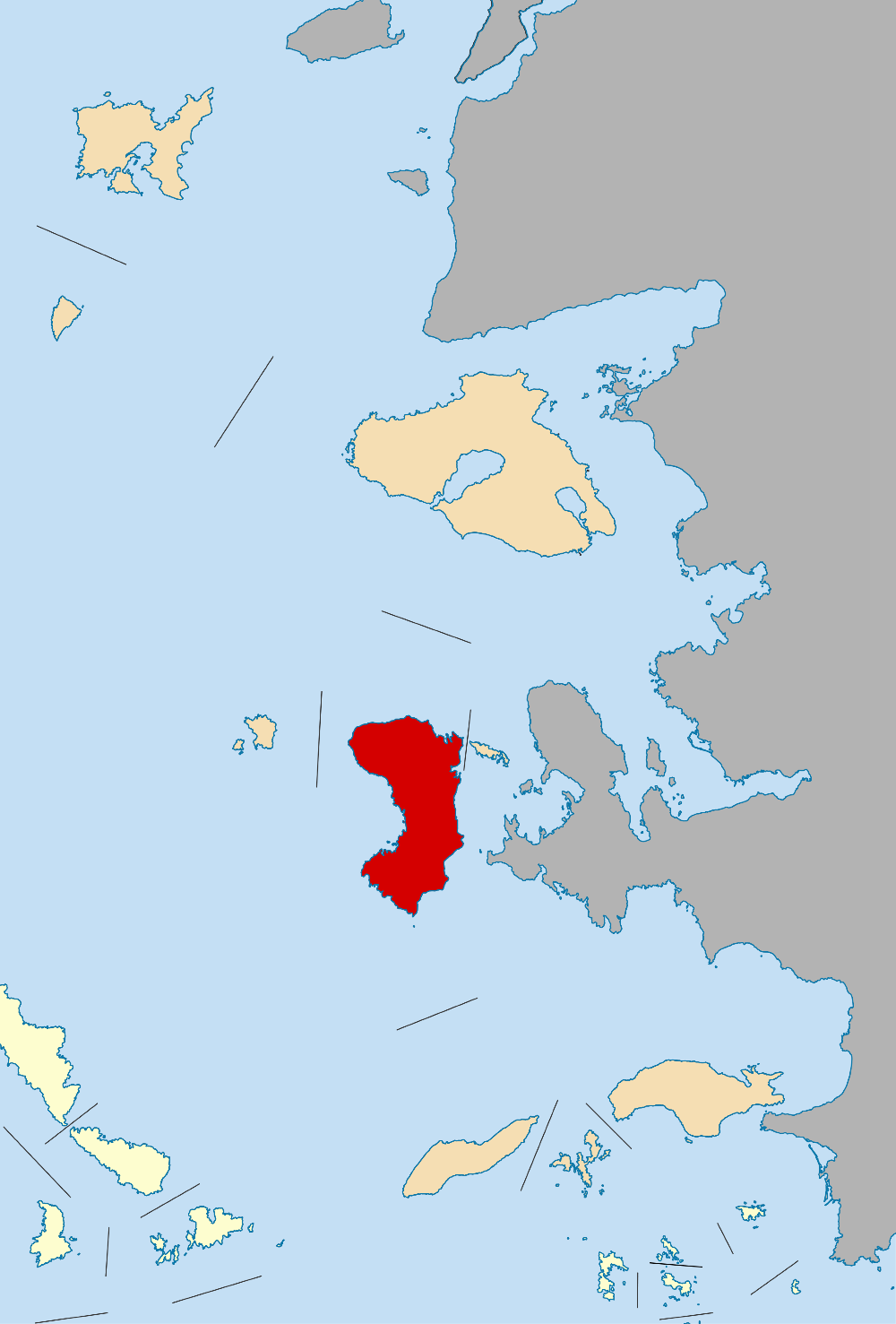
Le dème de Chios depuis la réforme Kallikratis (2010).

La superficie de l'île de Chios est de 842,28 km2. L'île mesure 51 km de long sur 29 km dans sa plus grande largeur, dans sa partie nord. Elle se trouve à 6,8 kilomètres à l'ouest-nord-ouest du cap turc de Batı Burnu (« cap de l'Ouest » en turc, en grec Kato Panagia ou Bianco pour les génois) situé à l'une des extrémités occidentales de la province d'Izmir. L'Ákra Agios Fokás, dans le sud de l'île de Lesbos, est distant vers le nord-nord-est de 47 km de l'extrémité septentrionale de Chios. 
L'île est située dans l'archipel des Sporades orientales.

## Histoire

### De l'Antiquité au Moyen Âge
Chios est réputée pour être le lieu de naissance d'Homère. Cette tradition prend sa source dans le vers 172 de l'un des Hymnes homériques, l'hymne à Apollon délien où le poète dit de lui-même : « C'est un aveugle, qui réside à Chios la rocailleuse ». De fait, Chios abrite ensuite la « confrérie des Homérides », groupe de rhapsodes qui prétendent descendre spirituellement d’Homère. Parmi les autres natifs célèbres de l'île, on peut citer Ion le poète tragique, l'historien Théopompe, le sophiste Théocrite, le géomètre Hippocrate ou encore Métrodore.
L'île est peuplée par des colons grecs dès le XIe siècle av. J.-C. Chios était à l'origine gouvernée par un roi et la transition ultérieure vers un régime oligarchique s'est produite au cours des quatre siècles suivants. Elle fait également partie de la confédération ionienne. Au moment de la conquête de Cyrus le Grand en 546 av. J.-C., elle est protégée par son statut insulaire.
Au printemps de l'année 499 av. J.-C., une flotte achéménide de 200 vaisseaux partie de Milet fait escale sur la côte sud-est à Caucasa (?) en attente des vents du nord pour faire route vers Naxos. Après une dispute avec le tyran Aristagoras de Milet, le commandant Mégabatès (en) (contre son frère chef d'expédition Artapherne) envoie quelques hommes prévenir les Naxiens de la prochaine attaque sur leur île.
Elle se joint ensuite aux autres cités grecques lors de la grande révolte de 499 av. J.-C. à l'origine des Guerres médiques, et envoie 100 trières pour la bataille de Milet. Soumise par les Perses en 494 av. J.-C. à la bataille de Ladé, elle entre dans la ligue de Délos à la fin des guerres médiques. En 424 av. J.-C., sept ans après le début de la guerre du Péloponnèse, Athènes, suspectant une défection de Chios, force les citoyens à abattre leurs murs.
En 412 av. J.-C., Chios est ensuite parmi les premières cités ioniennes à effectivement faire défection. Athènes envoie un contingent qui ravage l'île et met le siège devant la ville. Malgré une révolte des esclaves, Chios ne tombe pas. Athènes, menacée par ailleurs en mer Égée et en Asie Mineure, lève alors le siège.
Elle appartient ensuite à la seconde confédération athénienne, mais se révolte lors de la guerre sociale (357 av. J.-C.).
Pendant toute l'antiquité grecque, Chios est une société esclavagiste renommée, jouissant d'une prospérité exceptionnelle, mais tristement célèbre pour la violence qu'elle fait subir aux personnes dans la servitude. Cette situation dure du 5e au 1er siècle av. J.-C. À cause de cette violence, l'ile est comme en état de guerre permanente. Les gens de Chios sont les premiers des grecs à acheter des esclaves avec de l'argent, toujours des barbares, disent-ils. Jusqu'alors, les esclaves étaient fournis uniquement par les conquêtes militaires. Pour les auteurs grecs, seul le premier cas, l'achat d'une personne barbare, marque son état d'esclave ; dans le second cas, ils considéraient que les personnes étaient placées dans la servitude à titre collectif.
Les marchands de Chios ont participé activement au développement des réseaux de traite à partir du 6e siècle av. J.-C.. Hérodote parle de Panionios de Chios, qui a fait fortune dans le commerce des eunuques, pour Sardes ou Éphèse. Les Chiotes revendent les esclaves dans les marchés égéens. Ils s'approvisionnent en Asie et dans le Pont (région). Ils collaborent avec les Thraces par l'intermédiaire de la ville de Marónia (Rhodope). Ils maitrisent les routes maritimes dans toute la méditerranée orientale jusqu'à la botte italienne. Dès le 7e siècle av. J.-C. des céramiques de Chios se retrouvent partout dans cette zone, et également en mer Noire. Le choix de l'esclave-marchandise soutient une économie d'échange florissante, basée sur la production et l'exportation de vin. 
Par la suite, on sait que :
- Chios est prise en 201 av. J.-C. par Philippe V de Macédoine ;
- elle est un temps vassale de l'Égypte hellénistique, de l'empire séleucide et du royaume de Pergame ;
- elle sert de base de ravitaillement aux Romains dans leur guerre contre le roi séleucide Antiochos III ;
- elle s'allie à Mithridate du Pont contre Rhodes ;
- elle devient ensuite une partie de l'Empire romain (c'est l'une des régions dont le magistrat romain Verrès pille les statues) ;
- elle est christianisée au IVe siècle et fait longuement partie de l'Empire byzantin, jusqu'au début du XIVe siècle.

En 1304, après de fréquentes incursions turques, elle est occupée par la famille génoise des Zaccaria, en théorie pour la défendre au nom de l'Empire byzantin :  seigneurie de Chios (en). En 1329, l'empereur byzantin Andronic III Paléologue reprend cependant le contrôle de l'île.
En 1346, Chio (Scio, en génois) est conquise par la république de Gênes et restera sous son contrôle pendant un peu plus de deux siècles. La gestion en est confiée à une sorte de société par actions, la « mahone de Chio ». Cette dernière tire la majorité de ses revenus du commerce de l'alun exploité en face, sur le continent anatolien, à l'Ancienne et la Nouvelle Phocée qui lui appartiennent aussi, et qui est stocké et exporté depuis l'île.
À partir du règne de Mehmed Ier, la « mahone de Chio » paie tribut à l'Empire ottoman. En 1455, les deux Phocée sont conquises par les Ottomans, faisant perdre à l'île les revenus tirés de son commerce.
En 1456, le 25 novembre, Jacques Cœur meurt de maladie ou d'une blessure sur l'île alors qu'il commande une flotte du pape Calixte III partie combattre les Turcs. Il est enseveli au milieu du chœur de l'église des Cordeliers de la ville de Chios, église par la suite, détruite par les Turcs.
En 1528, Gênes passe dans l'orbite de l'empire espagnol, ennemi des Ottomans, ce qui compromet la présence « latine » sur l'île, alors considérée comme une possible base avancée chrétienne. L'amiral turc Piyale Pacha, à la tête d'une flotte d'environ 120 galères et d'environ 30 000 hommes, investit l'île le 14 avril 1566.
Aux XVIe et XVIIe siècles, Chios est une société avancée, prospère, de haute culture et d'une grande liberté religieuse. Au XVIIe siècle, les peintres de Chios sont très recherchés et l'un d'entre eux réalise un cycle de l'Apocalypse unique en son genre dans le Dodécanèse à l'Église de la Dormition de la Théotokos sur l'île de Rhodes.

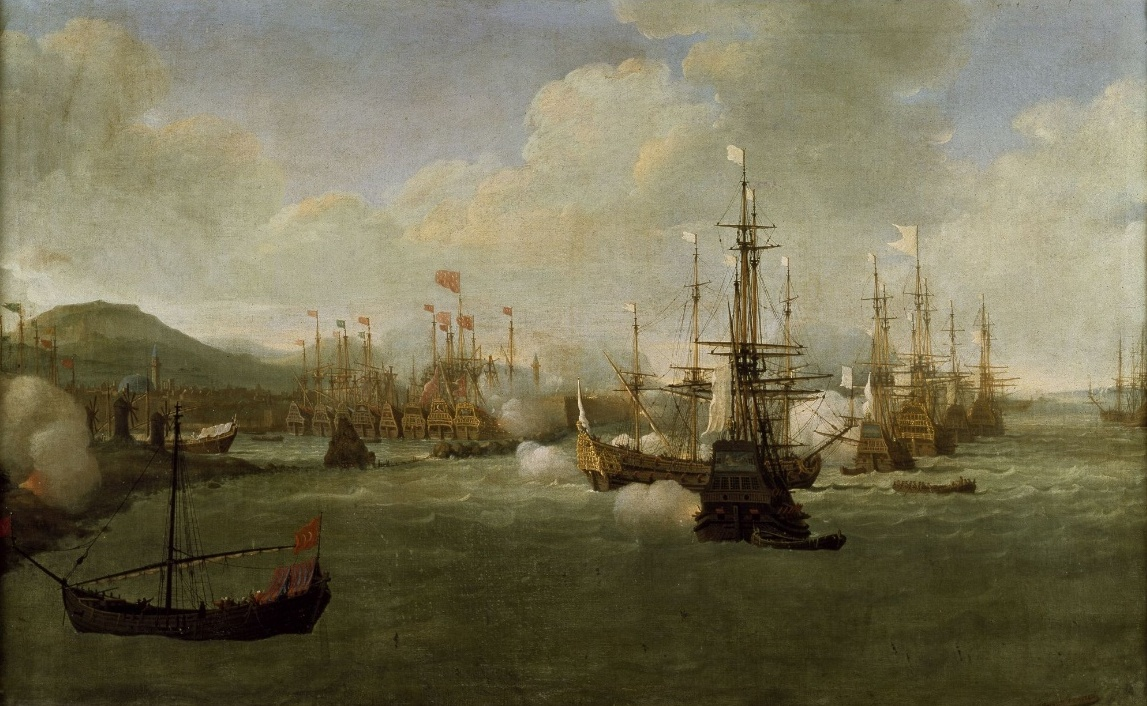
Le bombardement de Chio en 1681, par l'escadre française de Duquesne.

Le 23 août 1681, la Marine royale française poursuit et attaque les corsaires et la flotte barbaresque de Tripoli réfugiés dans l’anse de Chio, incendiant également le fort et la ville.

### Le massacre de Chios (1822)

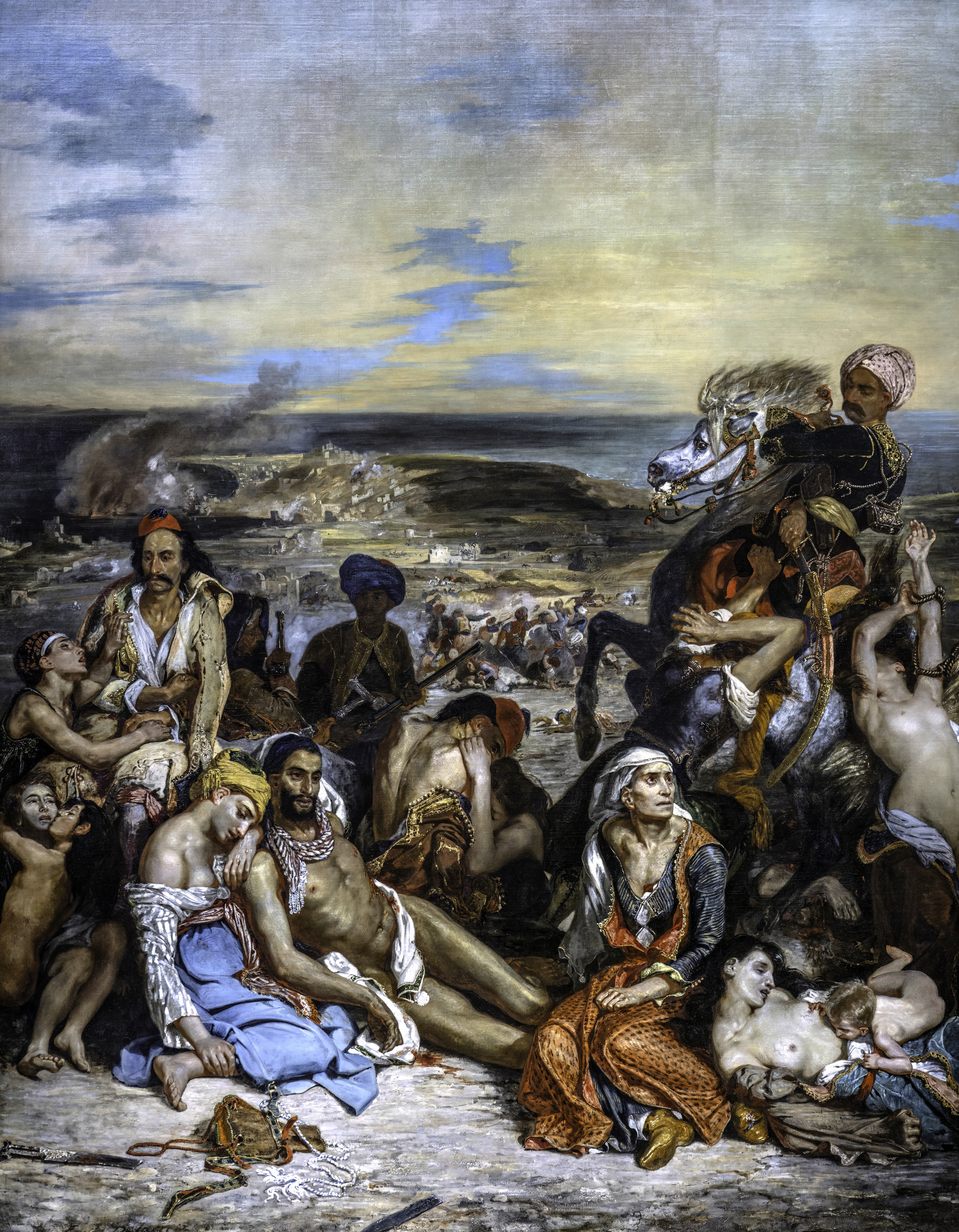
Scènes des massacres de Scio d'Eugène Delacroix.

En représailles contre l'insurrection grecque, le massacre de Chios perpétré par les Ottomans contre la population grecque de l'île en avril 1822 constitue un des épisodes les plus célèbres de l'histoire de l'île, qui était alors l'une des plus riches de la mer Égée et que les insurgés grecs tentèrent de rallier à leur cause. Le sultan Mahmoud II désirait faire un exemple qui impressionnerait ses sujets insoumis, et qui vengerait le massacre des Turcs par les Grecs à Tripolizza l'année précédente.
Après le débarquement d'un millier de partisans grecs, la « Sublime Porte » envoya près de 45 000 hommes avec ordre de reconquérir puis raser l'île et d'y tuer tous les hommes de plus de douze ans, toutes les femmes de plus de quarante ans et tous les enfants de moins de deux ans, les autres pouvant être réduits en esclavage.
Le bilan est estimé à 25 000 morts, et 45 000 Grecs ont été vendus comme esclaves. Seulement 10 000 à 15 000 personnes auraient pu s'enfuir et se réfugier principalement dans les autres îles de l'Égée. Ce massacre de civils par les troupes ottomanes marqua l'opinion publique internationale et contribua au développement du philhellénisme.

### Le rattachement à la Grèce (1912)
La marine grecque libère l'île pendant la première guerre balkanique, le 11 novembre 1912, lors d'une opération amphibie disputée, mais brève. Le traité de Londres de mai 1913 prévoit que les grandes puissances occidentales régleront la situation des îles ottomanes de la mer Égée, et l'occupation grecque est validée au traité de Bucarest.

### L'occupation allemande
Lors de l'occupation de la Grèce pendant la Seconde Guerre mondiale Chios est occupée par la Wehrmacht (Kriegsmarine et Heer) qui répliquent à tout acte de résistance par l'exécution de nombreux otages. L'île sert de base aux Allemands dans leur contre-offensive victorieuse contre la campagne du Dodécanèse menée par la Royal Navy en 1943. Les Allemands évacuent Chios en octobre 1944 et sont remplacés par les Britanniques.

## Politique et administration
L'actuelle municipalité de Chios, qui recouvre la totalité de l'île, a été créée par la réforme des collectivités de 2011 par la fusion de huit anciennes municipalités qui en devinrent des unités communales :
- Ágios Minás
- Amaní
- Chios
- Ionía
- Kambóchora
- Kardámyla
- Mastichochória
- Omiroúpoli

La ville de Chios fait partie du Groupement européen de coopération territoriale de l'Amphictyonie des villes jumelées et des zones de la Méditerranée.

## Culture et patrimoine

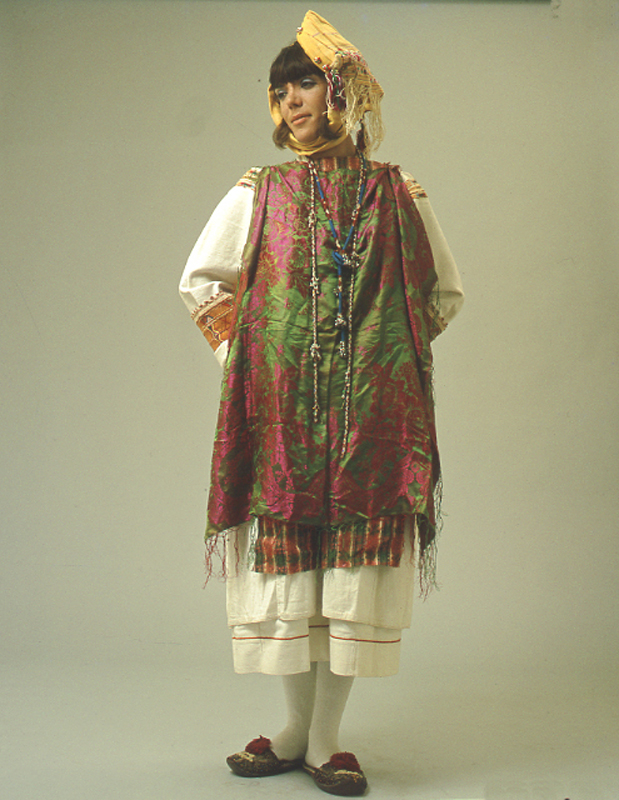
Costume féminin de Pyrgí, Chios. Début XX. Collection de la Fondation Ethnographique du Péloponnèse, Nauplie.

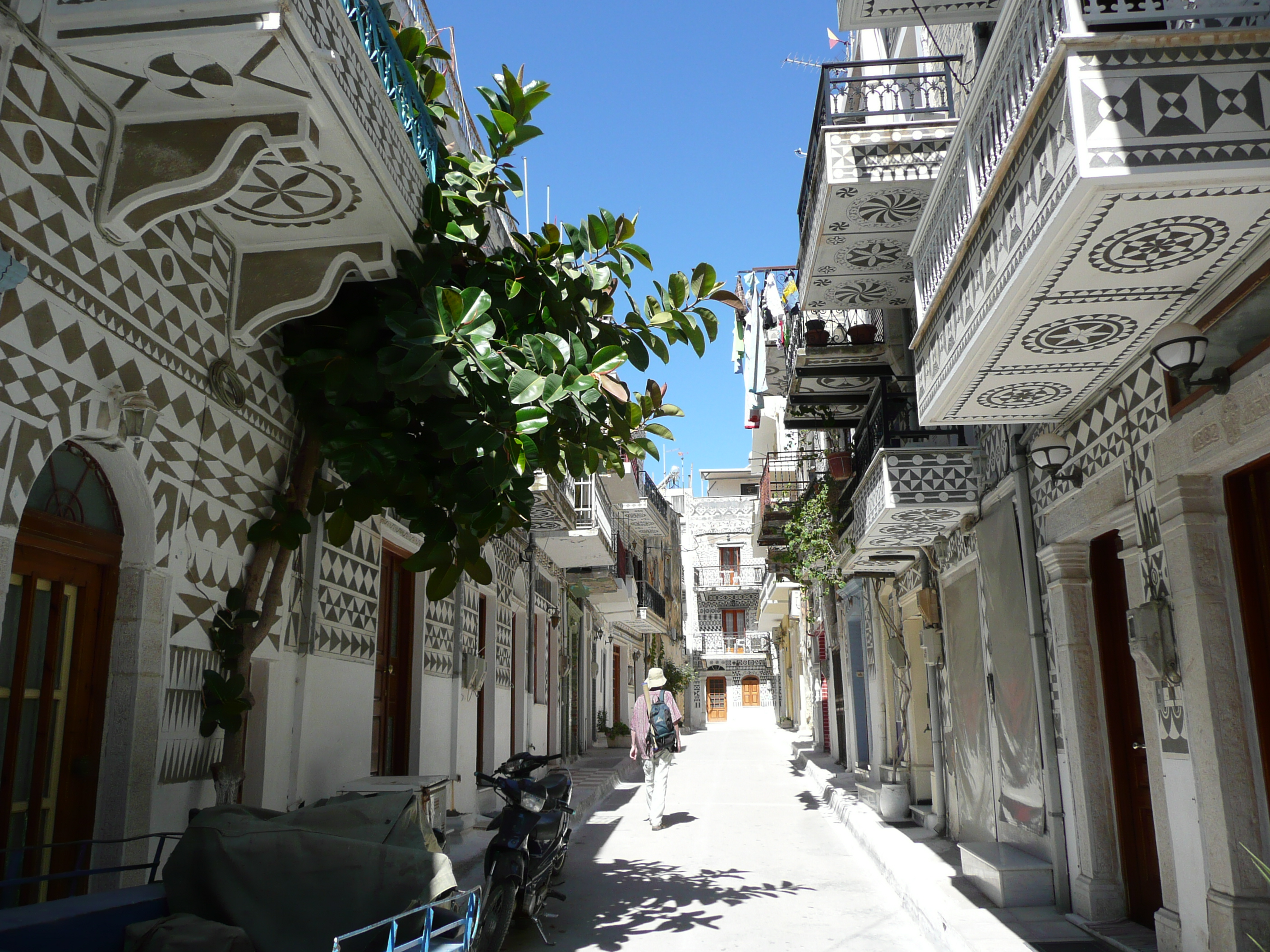
Vue du village de Pyrgí, Chios.

- La région de Mastichochoria, dont deux villages Pyrgí et Mestá ont un caractère médiéval marqué, doit son nom au mastic. Le mastic est un extrait d'un arbuste de la famille des pistachiers : le lentisque. La variété chia de l'île est la plus réputée aujourd'hui et ceci depuis l'Antiquité. Son mastic est très pur. Dans les années 1970 s'est répandue la mode de le parfumer à la vanille, la fraise ou le coco, comme les glaces, mais les producteurs ont ensuite insisté pour revenir au goût propre du mastic de l'île de Chios, dont la production a été inscrite au patrimoine culturel immatériel de l’humanité par l'UNESCO en 2014. Près de 5 000 personnes vivent de la récolte du mastic, soit 10 % de la population de l'île répartie dans une vingtaine de villages au sud de l'île[12].
- Le Musée byzantin (es), situé dans l'ancienne mosquée ottomane Mecidye, abrite des objets et des œuvres de l’ère paléochrétienne à l’époque moderne (fresques, icônes, art populaire, sculptures, copie des Scènes des massacres de Scio d'Eugène Delacroix).
- Le poème L'Enfant de Victor Hugo décrit également le massacre de l'île par les Turcs durant la guerre d’indépendance grecque.
- L'île de Chios forme la métropole de Chio, Psará et Inoussès du patriarcat œcuménique de Constantinople. Depuis le 7 octobre 2011, le métropolite est Markos Vassilakis.
- Chaque année, deux églises du village de Vrondádos (el) célèbrent Pâques d'une façon particulière : des milliers de feux d'artifice sont tirés par les deux églises l'une contre l'autre, l'objectif étant de toucher le clocher de l'église adverse pour gagner. Cette tradition remonte à 1889 ; à l'époque les Ottomans avaient confisqué les armes à feu utilisées habituellement pour tirer des salves d'honneur à Pâques.

## Personnalités

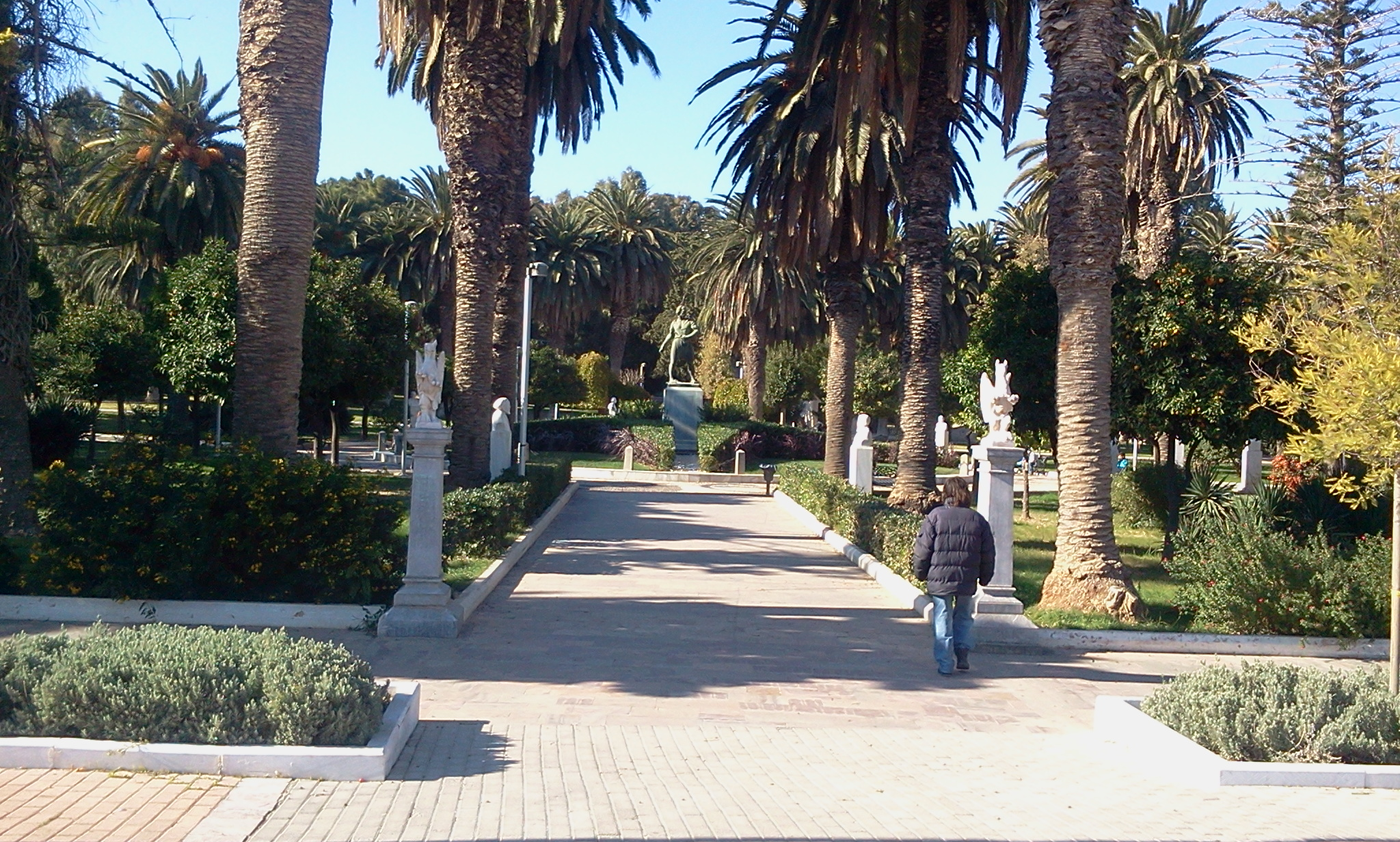
Parc municipal de Chios, avec une statue de Konstantínos Kanáris.

- Homère (VIIIe siècle av. J.-C.), poète semi-légendaire, né sur l'île selon certains auteurs ;
- Archermos (VIe siècle av. J.-C.), sculpteur ;
- Athénis (VIe siècle av. J.-C.), sculpteur ;
- Boupalos (VIe siècle av. J.-C.), sculpteur ;
- Panionios, marchand d'esclaves ;
- Ion de Chios (vers 490 – vers 420 av. J.-C.), poète tragique et lyrique, ainsi qu'un philosophe grec ;
- Œnopide de Chios (vers 490 – vers 420 av. J.-C.), mathématicien et astronome ;
- Théopompe (378 – vers 323) historien, homme politique ;
- Ariston de Chios (IVe siècle av. J.-C.), philosophe stoïcien ;
- Leone Allacci (vers 1586 – 1669), écrivain italien d'origine grecque né et ayant passé son enfance sur l'île ;
- Konstantínos Kanáris (vers 1793 – 1877), amiral et personnalité politique grecque ;
- İbrahim Edhem Pacha (1819 – 1893), grand vizir de l'Empire ottoman, né sur l'île et capturé au cours du massacre de Chios ;
- Namık Kemal (1840 – 1888), romancier, poète, journaliste, traducteur, dramaturge et réformateur social turc ;
- Constantin V de Constantinople (1856), patriarche de Constantinople ;
- Andréas Papandréou (1919 – 1996), homme politique et économiste, né et ayant vécu quelques mois sur l'île ;
- Diodore Ier de Jérusalem (1923 – 2000), patriarche orthodoxe de Jérusalem (1981 – 2000) ;
- Míkis Theodorákis (1925 – 2021), compositeur, né et ayant vécu quelques mois sur l'île ;
- Takis Photopoulos (1940), philosophe politique et économiste ;
- Dimitris Varos (1949 – 2017), poète, journaliste et photographe ;
- John Sitaras (1972), créateur de la méthode de fitness Sitaras, né et ayant vécu trois mois sur l'île ;
- Matrona de Chios, sainte de l'église orthodoxe ;
- Jacques Cœur, décédé le 25 novembre 1456, inhumé au milieu du chœur de l'église des Cordelier à Chios.

## Jumelages
| Ville | Ville          | Pays | Pays   |
| ----- | -------------- | ---- | ------ |
|       | Bassano Romano |      | Italie |